# 加里波第街 (热那亚)
加里波第街（Via Garibaldi）是热那亚历史中心最重要的街道之一，以其古代宫殿著称。 
这条街始建于1550年.最初称为大街（Strada Maggiore），后改名新街（Strada Nuova），1882年以朱塞佩·加里波第重新命名。
这条街长250米，宽7.5米。
2006年7月，加里波第街作为“热那亚历史中心的新街和罗利宫殿体系”的一部分被列为世界遗产。